# オープン・ザ・ツインゲート王座
オープン・ザ・ツインゲート王座は、DRAGONGATEが管理、認定している王座。

## 歴史
2007年8月26日、Summer Adventure Tag League優勝と同時にオープン・ザ・ツインゲート暫定王者になった土井成樹&吉野正人組が、インターナショナルジュニアヘビー級タッグ王者の新井健一郎&岩佐拓組との王座統一戦を提案。10月12日、DRAGONGATE後楽園ホール大会でオープン・ザ・ツインゲート暫定王者の土井&吉野組、インターナショナルジュニアヘビー級タッグ王者の新井&岩佐組との王座統一戦が行われて勝利したオープン・ザ・ツインゲート暫定王者の土井&吉野組が、インターナショナルジュニアヘビー級タッグ王座を吸収して王座名がオープン・ザ・ツインゲート統一タッグ王座になって土井&吉野組が初代王者になった。
2021年9月20日、インターナショナルジュニアヘビー級タッグ王座を管理、認定している天龍プロジェクトと協議が行われて2つの王座は解体されて、王座名をオープン・ザ・ツインゲート王座に変更。

## 歴代王者
| 歴代   | チャンピオン      | チャンピオン             | 戴冠回数 | 防衛回数 | 日付           | 場所                                            |
| ------ | ----------------- | ------------------------ | -------- | -------- | -------------- | ----------------------------------------------- |
| 初代   | 土井成樹          | 吉野正人                 | 1        | 2        | 2007年10月12日 | 後楽園ホール                                    |
| 第2代  | 新井健一郎        | 岩佐拓                   | 1        | 2        | 2008年2月8日   | 後楽園ホール                                    |
| 第3代  | 横須賀享          | 斎藤了                   | 1        | 3        | 2008年5月5日   | 愛知県体育館                                    |
| 第4代  | 土井成樹          | 吉野正人                 | 2        | 0        | 2008年9月26日  | 大阪府立体育会館・第2競技場                     |
| 第5代  | YAMATO            | サイバー・コング         | 1        | 4        | 2008年10月5日  | 博多スターレーン                                |
| 第6代  | 横須賀享          | Gamma                    | 1        | 1        | 2009年3月1日   | 大阪府立体育会館・第2競技場                     |
| 第7代  | 堀口元気          | 斎藤了                   | 1        | 3        | 2009年5月5日   | 愛知県体育館                                    |
| 第8代  | 鷹木信悟          | YAMATO                   | 1        | 3        | 2009年9月17日  | 後楽園ホール                                    |
| 第9代  | CIMA              | Gamma                    | 1        | 0        | 2009年12月27日 | 福岡国際センター                                |
| 第10代 | CIMA              | Gamma                    | 2        | 0        | 2010年2月10日  | 後楽園ホール                                    |
| 第11代 | 鷹木信悟          | サイバー・コング         | 1        | 1        | 2010年3月22日  | 両国国技館                                      |
| 第12代 | 横須賀享          | K-ness.                  | 1        | 4        | 2010年5月13日  | 後楽園ホール                                    |
| 第13代 | 土井成樹          | Gamma                    | 1        | 1        | 2010年11月23日 | 大阪府立体育会館                                |
| 第14代 | 望月成晃          | ドン・フジイ             | 1        | 0        | 2011年1月10日  | 名古屋テレピアホール                            |
| 第15代 | 堀口元気          | 斎藤了                   | 2        | 2        | 2011年2月6日   | 博多スターレーン                                |
| 第16代 | ドラゴン・キッド  | PAC                      | 1        | 0        | 2011年6月19日  | 博多スターレーン                                |
| 第17代 | CIMA              | リコシェ                 | 1        | 3        | 2011年7月17日  | 神戸ワールド記念ホール                          |
| 第18代 | B×Bハルク         | 戸澤陽                   | 1        | 2        | 2011年12月1日  | 後楽園ホール                                    |
| 第19代 | ジミー・ススム    | ジミー・カゲトラ         | 1        | 3        | 2012年3月4日   | 大阪府立体育会館・第2競技場                     |
| 第20代 | B×Bハルク         | 谷崎なおき               | 1        | 0        | 2012年6月10日  | 札幌テイセンホール                              |
| 第21代 | ジミー・ススム    | ジミー・カゲトラ         | 2        | 0        | 2012年6月17日  | 博多スターレーン                                |
| 第22代 | 鷹木信悟          | YAMATO                   | 2        | 1        | 2012年7月22日  | 神戸ワールド記念ホール                          |
| 第23代 | 望月成晃          | ドン・フジイ             | 2        | 6        | 2012年9月23日  | 大田区総合体育館                                |
| 第24代 | B×Bハルク         | ウーハー・ネイション     | 1        | 1        | 2013年3月2日   | 大阪府立体育会館・第2競技場                     |
| 第25代 | 鷹木信悟          | YAMATO                   | 3        | 1        | 2013年5月5日   | 愛知県体育館                                    |
| 第26代 | B×Bハルク         | 戸澤陽                   | 2        | 0        | 2013年6月15日  | 博多スターレーン                                |
| 第27代 | 土井成樹          | リコシェ                 | 1        | 0        | 2013年7月21日  | 神戸ワールド記念ホール                          |
| 第28代 | ドラゴン・キッド  | K-ness.                  | 1        | 0        | 2013年8月30日  | 神戸サンボーホール                              |
| 第29代 | T-Hawk            | Eita                     | 1        | 0        | 2013年11月3日  | 大阪府立体育会館                                |
| 第30代 | 土井成樹          | YAMATO                   | 1        | 0        | 2013年12月8日  | 札幌テイセンホール                              |
| 第31代 | 鷹木信悟          | 戸澤陽                   | 1        | 5        | 2013年12月22日 | 福岡国際センター                                |
| 第32代 | T-Hawk            | Eita                     | 2        | 2        | 2014年7月20日  | 神戸ワールド記念ホール                          |
| 第33代 | CIMA              | Gamma                    | 3        | 0        | 2014年11月2日  | 大阪府立体育会館                                |
| 第34代 | T-Hawk            | Eita                     | 3        | 0        | 2014年12月3日  | 後楽園ホール                                    |
| 第35代 | YAMATO            | サイバー・コング         | 2        | 0        | 2014年12月28日 | 福岡国際センター                                |
| 第36代 | 吉野正人          | しゃちほこBOY            | 1        | 2        | 2015年3月1日   | 大阪府立体育会館・第2競技場                     |
| 第37代 | 土井成樹          | YAMATO                   | 2        | 9        | 2015年6月13日  | 博多スターレーン                                |
| 第38代 | T-Hawk            | ビッグR清水              | 1        | 1        | 2016年3月6日   | 大阪府立体育会館・第2競技場                     |
| 第39代 | ジミー・ススム    | ジミー・カゲトラ         | 3        | 4        | 2016年6月19日  | KBSホール                                       |
| 第40代 | CIMA              | ドラゴン・キッド         | 1        | 8        | 2016年11月3日  | 大阪府立体育会館                                |
| 第41代 | T-Hawk            | Eita                     | 4        | 2        | 2017年12月23日 | 福岡国際センター                                |
| 第42代 | ビッグR清水       | Ben-K                    | 1        | 1        | 2018年5月6日   | 愛知県体育館                                    |
| 第43代 | YAMATO            | B×Bハルク                | 1        | 3        | 2018年7月22日  | 神戸ワールド記念ホール                          |
| 第44代 | ビッグR清水       | Ben-K                    | 2        | 2        | 2018年12月23日 | 福岡国際センター                                |
| 第45代 | YAMATO            | KAI                      | 1        | 0        | 2019年4月28日  | アクロス福岡                                    |
| 第46代 | Eita              | ビッグR清水              | 1        | 3        | 2019年7月21日  | 神戸ワールド記念ホール                          |
| 第47代 | YAMATO            | B×Bハルク                | 2        | 0        | 2019年12月15日 | 福岡国際センター                                |
| 第48代 | B×Bハルク         | KAZMA SAKAMOTO           | 1        | 0        | 2020年1月15日  | 後楽園ホール                                    |
| 第49代 | 箕浦康太          | ジェイソン・リー         | 1        | 2        | 2020年8月2日   | 和歌山県立体育館                                |
| 第50代 | B×Bハルク         | KAI                      | 1        | 3        | 2020年11月15日 | 神戸ワールド記念ホール                          |
| 第51代 | 望月成晃          | 吉田隆司                 | 1        | 1        | 2021年3月7日   | 大阪府立体育会館・第2競技場                     |
| 第52代 | 石田凱士          | KAZMA SAKAMOTO           | 1        | 0        | 2021年5月5日   | 愛知県体育館                                    |
| 第53代 | 横須賀ススム      | KING清水                 | 1        | 3        | 2021年7月31日  | 神戸ワールド記念ホール                          |
| 第54代 | 土井成樹          | 吉田隆司                 | 1        | 0        | 2021年11月27日 | 仙台サンプラザ                                  |
| 第55代 | SB KENTo          | H・Y・O                  | 1        | 0        | 2021年12月26日 | 福岡国際センター                                |
| 第56代 | ドラゴン・ダイヤ  | 吉岡勇紀                 | 1        | 3        | 2022年1月13日  | 後楽園ホール                                    |
| 第57代 | ディアマンテ      | シュン・スカイウォーカー | 1        | 1        | 2022年5月5日   | 愛知県体育館                                    |
| 第58代 | JACKY"FUNKY"KAMEI | ジェイソン・リー         | 1        | 0        | 2022年7月30日  | 神戸ワールド記念ホール                          |
| 第59代 | ドラゴン・ダイヤ  | 菊田円                   | 1        | 1        | 2022年9月19日  | 大田区総合体育館                                |
| 第60代 | B×Bハルク         | KAI                      | 2        | 0        | 2022年12月2日  | サッポロ・イーワン・スタジアム                  |
| 第61代 | Kzy               | BIGBOSS清水              | 1        | 6        | 2022年12月4日  | サッポロ・イーワン・スタジアム                  |
| 第62代 | 拳王              | 近藤修司                 | 1        | 1        | 2023年4月4日   | 新宿FACE                                        |
| 第63代 | 望月ススム        | 神田ヤスシ               | 1        | 3        | 2023年6月2日   | 後楽園ホール                                    |
| 第64代 | ドラゴン・ダイヤ  | 吉岡勇紀                 | 2        | 0        | 2023年11月5日  | 大阪府立体育会館、王座返上                      |
| 第65代 | 清宮海斗          | アレハンドロ             | 1        | 1        | 2023年12月24日 | 福岡国際センター、箕浦康太＆Ben-Kとの王座決定戦 |
| 第66代 | 土井成樹          | ドラゴン・キッド         | 1        | 2        | 2024年5月5日   | 愛知県体育館                                    |
| 第67代 | Kzy               | フラミータ               | 1        | 0        | 2024年11月3日  | 大阪府立体育会館                                |
| 第68代 | 箕浦康太          | ジェイソン・リー         | 2        | 3        | 2024年12月15日 | 福岡国際センター                                |
| 第69代 | ドラゴン・ダイヤ  | 吉岡勇紀                 | 3        |          | 2025年8月17日  | 大田区総合体育館                                |

## 主な記録
- 最多戴冠者：10回 - YAMATO（第5・8・22・25・30・35・37・43・45・47代）
- 最多戴冠回数：4回 - T-Hawk&Eita（第29・32・34・41代）
- 最多連続防衛回数：9回 - 土井成樹&YAMATO（第37代）
- 最多通算防衛回数：9回 - 土井成樹&YAMATO
- デビュー最短戴冠記録：2年0か月 - SB KENTo（第55代）

## チャンピオンベルトのデザイン
初代チャンピオンベルトはベルト左右に日本、アメリカ、メキシコ、オーストラリアの国旗があり、チャンピオンベルトの革の部分の色が青となっている。2009年7月まで使用していた。
2代目チャンピオンベルトはCIMAとGammaが勝手に持ち出して、ベルト上部の「TWIN」と書かれた部分に「NEHO」と書かれたテープが張られて、ベルト左右に「ネ」と「ホ」が書かれたオープン・ザ・ネホゲート王座と名付けられて勝手に王者になっていた。2020年6月まで使用していた。
3代目チャンピオンベルトはDRAGON GATEのロゴマークがリニューアルされてベルト中央に2つのロゴを重ねた形のデザインになった。

## 主な出来事
- 他団体・フリー枠で獲得した事が有るのは、アレハンドロ（プロレスリング・ノア）、KAZMA SAKAMOTO（当時はフリー）、KAI（フリー）、清宮海斗（プロレスリング・ノア）、拳王（プロレスリング・ノア）、近藤修司（フリー）、ルイス・マンテ（フリー）7人である。